# Irina Muszaiłowa
Irina Władimirowna Muszaiłowa, ros. Ирина Владимировна Мушаилова (ur. 6 stycznia 1967 w Krasnodarze) – rosyjska lekkoatletka specjalizująca się w skoku w dal, uczestniczka letnich igrzysk olimpijskich w Barcelonie (1992).

## Sukcesy sportowe
- mistrzyni Rosji w skoku w dal – 1994[1]
- halowa mistrzyni Rosji w skoku w dal – 1993[2]

| Rok                                           | Miasto                                        | Zawody                                        | Konkurencja                                   | Wynik                                         |
| Reprezentantka Wspólnoty Niepodległych Państw | Reprezentantka Wspólnoty Niepodległych Państw | Reprezentantka Wspólnoty Niepodległych Państw | Reprezentantka Wspólnoty Niepodległych Państw | Reprezentantka Wspólnoty Niepodległych Państw |
| --------------------------------------------- | --------------------------------------------- | --------------------------------------------- | --------------------------------------------- | --------------------------------------------- |
| 1992                                          | Barcelona                                     | Igrzyska olimpijskie                          | skok w dal                                    | 5. miejsce                                    |
| Reprezentantka Rosji                          |                                               |                                               |                                               |                                               |
| 1993                                          | Toronto                                       | Halowe mistrzostwa świata                     | skok w dal                                    | 4. miejsce                                    |
| 1993                                          | Londyn                                        | Finał Grand Prix IAAF                         | trójskok                                      | 3. miejsce                                    |
| 1994                                          | Helsinki                                      | Mistrzostwa Europy                            | skok w dal                                    | 7. miejsce                                    |
| 1994                                          | Sankt Petersburg                              | Igrzyska Dobrej Woli                          | skok w dal                                    | brązowy medal                                 |
| 1995                                          | Barcelona                                     | Halowe mistrzostwa świata                     | skok w dal                                    | srebrny medal                                 |
| 1995                                          | Göteborg                                      | Mistrzostwa świata                            | skok w dal                                    | brązowy medal                                 |

## Rekordy życiowe
- skok w dal – 7,20 – Sankt Petersburg 14/07/1994
- skok w dal (hala) – 6,94 – Moskwa 27/02/1993
- trójskok – 14,79 – Sztokholm 05/07/1993
- trójskok (hala) – 14,46 – Wołgograd 24/02/1995